# Зураб Якобішвілі
Зураб Якобішвілі (груз. ზურაბ იაკობიშვილი; нар. 4 лютого 1992, Кварелі, Кахетія) — грузинський борець вільного стилю, чемпіон та бронзовий призер чемпіонатів світу, чемпіон Європи, дворазовий бронзовий призер чемпіонатів Європи, бронзовий призер Кубку світу, учасник Олімпійських ігор.

## Життєпис
Боротьбою почав займатися з 2000 року.
Тренери — Гіві Метревелі, Давид Отіашвілі.

## Спортивні результати на міжнародних змаганнях

### Виступи на Олімпіадах
| Змагання                    | Збірна | Вагова категорія          | Місце |
| --------------------------- | ------ | ------------------------- | ----- |
| Літні Олімпійські ігри 2016 | Грузія | вільна боротьба, до 65 кг | 10    |

### Виступи на Чемпіонатах світу
| Змагання                        | Збірна | Вагова категорія          | Місце  |
| ------------------------------- | ------ | ------------------------- | ------ |
| Чемпіонат світу з боротьби 2017 | Грузія | вільна боротьба, до 65 кг | Золото |
| Чемпіонат світу з боротьби 2018 | Грузія | вільна боротьба, до 70 кг | Бронза |
| Чемпіонат світу з боротьби 2019 | Грузія | вільна боротьба, до 70 кг | 5      |
| Чемпіонат світу з боротьби 2021 | Грузія | вільна боротьба, до 70 кг | Бронза |
| Чемпіонат світу з боротьби 2022 | Грузія | вільна боротьба, до 70 кг | Бронза |

### Виступи на Чемпіонатах Європи
| Змагання                         | Збірна | Вагова категорія          | Місце  |
| -------------------------------- | ------ | ------------------------- | ------ |
| Чемпіонат Європи з боротьби 2016 | Грузія | вільна боротьба, до 65 кг | 5      |
| Чемпіонат Європи з боротьби 2017 | Грузія | вільна боротьба, до 65 кг | Бронза |
| Чемпіонат Європи з боротьби 2018 | Грузія | вільна боротьба, до 70 кг | Бронза |
| Чемпіонат Європи з боротьби 2019 | Грузія | вільна боротьба, до 70 кг | 13     |
| Чемпіонат Європи з боротьби 2022 | Грузія | вільна боротьба, до 70 кг | Золото |

### Виступи на Кубках світу
| Змагання                    | Збірна | Вагова категорія          | Місце  |
| --------------------------- | ------ | ------------------------- | ------ |
| Кубок світу з боротьби 2012 | Грузія | вільна боротьба, до 66 кг | 8      |
| Кубок світу з боротьби 2014 | Грузія | вільна боротьба, до 65 кг | 9      |
| Кубок світу з боротьби 2016 | Грузія | вільна боротьба, до 65 кг | Бронза |

### Виступи на інших змаганнях
| Змагання                                                         | Збірна | Вагова категорія          | Місце  |
| ---------------------------------------------------------------- | ------ | ------------------------- | ------ |
| Київський Міжнародний турнір з боротьби 2012                     | Грузія | вільна боротьба, до 66 кг | 20     |
| Олімпійський кваліфікаційний турнір з боротьби 2012 (Софія)      | Грузія | вільна боротьба, до 66 кг | 7      |
| Київський Міжнародний турнір з боротьби 2013                     | Грузія | вільна боротьба, до 66 кг | 14     |
| Турнір «Олімпія» 2014                                            | Грузія | вільна боротьба, до 65 кг | Бронза |
| Кубок Тахті 2015                                                 | Грузія | вільна боротьба, до 65 кг | 7      |
| Турнір Олександра Медведя 2015                                   | Грузія | вільна боротьба, до 70 кг | 32     |
| Турнір Алі Алієва 2015                                           | Грузія | вільна боротьба, до 65 кг | 9      |
| Кубок Алроси 2015                                                | Грузія | вільна боротьба, до 65 кг | Бронза |
| Турнір Олександра Медведя 2016                                   | Грузія | вільна боротьба, до 70 кг | Золото |
| Олімпійський кваліфікаційний турнір з боротьби 2016 (Зренянин)   | Грузія | вільна боротьба, до 65 кг | Бронза |
| Олімпійський кваліфікаційний турнір з боротьби 2016 (Улан-Батор) | Грузія | вільна боротьба, до 65 кг | Срібло |
| Кубок Європейських націй з боротьби 2016                         | Грузія | команда                   | Золото |
| Турнір Дана Колова — Николи Петрова 2017                         | Грузія | вільна боротьба, до 70 кг | 14     |
| Меморіал Вацлава Циолковського 2017                              | Грузія | вільна боротьба, до 70 кг | Золото |
| Міжнародний турнір Дінмухамеда Кунаєва 2017                      | Грузія | вільна боротьба, до 70 кг | Бронза |
| Pro Wrestling League 2018                                        | Грузія | команда                   | Золото |
| Київський Міжнародний турнір з боротьби 2018                     | Грузія | вільна боротьба, до 70 кг | 5      |
| Турнір Г. Картозія і В. Балавадзе 2018                           | Грузія | вільна боротьба, до 70 кг | Золото |
| Меморіал Вацлава Циолковського 2018                              | Грузія | вільна боротьба, до 70 кг | Золото |
| Henri Deglane Challenge 2019                                     | Грузія | вільна боротьба, до 70 кг | Золото |
| Київський Міжнародний турнір з боротьби 2019                     | Грузія | вільна боротьба, до 70 кг | Золото |
| Турнір Г. Картозія і В. Балавадзе 2019                           | Грузія | вільна боротьба, до 70 кг | 14     |
| Турнір Яшара Догу 2020                                           | Грузія | вільна боротьба, до 70 кг | 9      |
| Grand Prix de France Henri Deglane 2021                          | Грузія | вільна боротьба, до 70 кг | Золото |
| Київський Міжнародний турнір з боротьби 2021                     | Грузія | вільна боротьба, до 70 кг | 8      |
| Меморіал Вацлава Циолковського 2021                              | Грузія | вільна боротьба, до 70 кг | 4      |
| Турнір Яшара Догу 2021                                           | Грузія | вільна боротьба, до 70 кг | Золото |
| Турнір Олександра Медведя 2021                                   | Грузія | вільна боротьба, до 70 кг | Золото |
| Турнір Яшара Догу 2022                                           | Грузія | вільна боротьба, до 70 кг | Бронза |
| Міжнародний турнір Маттео Пелліцоне 2022                         | Грузія | вільна боротьба, до 70 кг | 7      |

### Виступи на змаганнях молодших вікових груп
| Змагання                                       | Збірна | Вагова категорія          | Місце  |
| ---------------------------------------------- | ------ | ------------------------- | ------ |
| Чемпіонат Європи з боротьби серед кадетів 2008 | Грузія | вільна боротьба, до 46 кг | Срібло |
| Чемпіонат Європи з боротьби серед кадетів 2009 | Грузія | вільна боротьба, до 54 кг | 5      |
| Кубок світу з боротьби серед юніорів 2011      | Грузія | вільна боротьба, до 60 кг | Бронза |
| Чемпіонат Європи з боротьби до 23 років 2015   | Грузія | вільна боротьба, до 65 кг | Срібло |